# 根抵当権変更登記
根抵当権変更登記（ねていとうけんへんこうとうき）は日本における登記の態様の1つで、根抵当権の登記事項などに変更があった場合にする登記である。本稿では不動産登記における根抵当権変更登記について説明する。根抵当権の登記事項などに変更があった場合、変更を第三者に対抗するためには原則として登記が必要となる（民法177条）。
本稿では登記事項の変更に関する登記のほか、元本確定の登記について説明する。登記名義人の氏名・名称・住所（以下表示という）に変更があった場合及び取扱店の変更の登記手続きについては登記名義人表示変更登記を、根抵当権の順位を変更する登記については順位変更登記を、順位の変更（以下順位変更という）以外の根抵当権の処分（民法376条）に関する登記及び譲渡・分割譲渡・一部譲渡・権利譲渡（民法398条の12・398条の13・398条の14第2項）については根抵当権の処分の登記を、民法398条の14第1項ただし書の定めに関する登記については民法第398条の14第1項ただし書の定めの登記を、民法387条1項に規定がある同意の登記については民法第387条第1項の同意の登記をそれぞれ参照。
債権の範囲・債務者の変更については元本確定前に登記をしないと変更しなかったものとみなされる（民法398条の4第3項）。また、共同根抵当権についての、債権の範囲・債務者・極度額の変更は、すべての不動産につき変更の登記をしないと効力が生じない（民法398条の17第1項）。

## 略語について
説明の便宜上、次のとおり略語を用いる。
法
不動産登記法（平成16年6月18日法律第123号）
令
不動産登記令（平成16年12月1日政令第379号）
規則
不動産登記規則（平成17年2月18日法務省令第18号）
記録例
不動産登記記録例（2009年（平成21年）2月20日民二500号通達）

## 元本確定前の登記事項の変更

### 概要
元本確定前においては、変更契約により、極度額（民法398条の5）・債権の範囲（民法398条の4第1項前段）・債務者（民法398条の4第1項後段）・確定期日（民法398条の6第1項）を変更することができる。また、根抵当権の効力の及ぶ範囲の変更もすることができる（登記研究333-70頁参照）。この登記については抵当権変更登記#抵当権の効力の及ぶ範囲の変更を参照。ただし、登記原因及びその日付は「原因　平成何年何月何日設定」のように記載する。
一方、債務引受による債務者の変更や債権者又は債務者の交替による更改をすることはできない（民法398条の7第2項・第3項）。また、極度額の減額変更請求に基づく極度額の変更もすることができない（民法398条の21第1項）。
なお、債務者に相続・合併があった場合（民法398条の8第2項・398条の9第2項）や、債務者の氏名・名称・住所に変更（以下表示という）があった場合、根抵当権者の場合と異なり、なすべき登記は根抵当権変更登記である。相続の場合、相続の登記後に合意の登記をすることになる（法92条）。
債権の範囲及び債務者については、A→A・Bのような拡張的変更やA・B→Aのような縮減的変更のみならず、A→Cのような交替的変更もすることができる（登記インターネット62-132頁）。

### 極度額の変更
利害関係人が存在する場合、その承諾が得られれば極度額の増額変更も減額変更もすることができる（民法398条の5）。増額変更の場合の利害関係人は後順位担保物権者などであり、減額変更の場合の利害関係人は被担保債権の差押債権者や減額変更しようとする根抵当権を目的とする転（根）抵当権者などである。
なお、利害関係人に該当するかどうかは契約の時点ではなく登記申請の時点で判断される（1971年（昭和46年）10月4日民甲3230号通達第5）。例えば、増額変更契約後に後順担保物権の登記が抹消され、その後に変更登記を申請する場合、当該後順位担保物権者は不動産登記においては利害関係人とはならない（登記研究520-197頁）。
登記申請情報へ変更後の事項は「変更後の事項　極度額　金何円」のように記載する（記録例481参照）。

### 債権の範囲の変更
債権の範囲の一部を変更する場合であっても、変更後の事項として変更後の債権の範囲全部を記載しなければならない（1971年（昭和46年）12月24日民甲3630号通達別紙乙号(11)（注）2）。登記申請情報へ変更後の事項は「変更後の事項　債権の範囲　銀行取引　手形債権　小切手債権」のように記載する（記録例473参照）。
なお、共有根抵当権について根抵当権者ごとに債権の範囲が異なる場合もしくは、根抵当権の一部譲渡又は共有者の権利移転後に譲渡人又は譲受人のみ債権の範囲を変更する場合の記載の例は以下のとおりである（記録例474ないし477参照）。

### 債務者の変更

#### 変更契約に基づく登記
登記申請情報へ変更後の事項は「変更後の事項　債務者　何市何町町何番地　A」のように記載する（記録例479参照）。債務者を追加する場合、「追加する事項　債務者　何市何町町何番地　B」のように記載する。
なお、共有根抵当権について根抵当権者ごとに異なる債務者を同時に変更する場合の記載の例は、債権の範囲の変更の例に準じる（記録例480参照）。

#### 合併・相続の登記
登記申請情報へ登記原因及びその日付を、相続の場合は前債務者（被相続人）の死亡の日を日付として「原因　平成何年何月何日相続」のように記載し（記録例485）、合併の場合はその効力発生日を日付として「原因　平成何年何月何日合併」のように記載する（記録例489）。
相続の場合の登記申請情報への変更後の事項の記載の例は以下のとおりである。
合併の場合も同様に、（被合併会社　株式会社D）のように記載し、その下に債務者として承継する法人を記載すればよい。なお、この法人の代表者の氏名等を記載する必要はない（令3条2号参照）。

#### 合意の登記
登記申請情報へ登記原因及びその日付を、 合意の効力発生日を日付として「原因　平成何年何月何日合意」のように記載する（記録例485）。
登記申請情報へ合意により定めた相続人の表示を、「指定債務者　何市何町町何番地　B」のように記載する（記録例485）。

#### 表示変更
登記申請情報への登記原因及びその日付の記載の例については、登記名義人表示変更登記#登記申請情報（一部）の登記原因及びその日付の箇所を参照。論点は同じである。「原因　平成何年何月何日変更」とするべきではない（登記研究397-84頁）。
登記申請情報へ変更後の事項の記載の例は以下のとおりである。
氏名又は住所のいずれかの変更であっても、変更後の氏名及び住所を記載するべきである（登記研究456-128頁参照）。また、複数の債務者のうち一部の者についての表示変更であっても、全員の表示を記載するべきである（登記研究530-148頁）。

### 確定期日の変更
確定期日を新設する場合、登記申請情報への登記原因及びその日付は、原則として変更契約成立日を日付として「原因　平成何年何月何日新設」のように記載する（記録例482）。
登記申請情報へ変更後の事項を、新設や変更の場合は「変更後の事項　確定期日　平成何年何月何日」のように記載し（記録例482・483参照）、廃止の場合は「変更後の事項　確定期日　廃止」のように記載する。

### 登記申請情報（一部）
登記の目的（令3条5号）は、「登記の目的　1番根抵当権変更」のように記載する（記録例473等）。共同根抵当権の場合、「1番共同根抵当権変更」のように記載する。順位番号が不動産によって異なる場合、「共同根抵当権変更（順位番号後記のとおり）」のように記載し、不動産の表示の箇所に順位番号を記載する。
登記原因及びその日付（令3条6号） は、原則として「原因　平成何年何月何日変更」のように記載する（記録例473等）。日付は原則として変更契約の成立日であるが、当事者の特約があればそれに従う。ただし、極度額の変更の場合において、変更契約後に利害関係人の承諾が得られた場合、承諾の日を日付とする。
なお、上記の原則と異なる、確定期日の新設の場合及び債務者について相続・合併があった場合並びに債務者の表示変更の場合についてはそれぞれの箇所で説明済みである。
登記申請人（令3条1号）は、原則として登記記録上直接に利益を受ける者を登記権利者とし、直接に不利益を受ける者を登記義務者として記載する。根抵当権の登記名義人か根抵当権設定者（不動産の所有権登記名義人等）があてはまるが、その振り分けは以下のとおりである。
- 極度額については、増額する場合、根抵当権者が登記権利者、根抵当権の目的たる権利の登記名義人が登記義務者となり、減額する場合、根抵当権の目的たる権利の登記名義人が登記権利者、根抵当権者が登記義務者となる。
- 債権の範囲については、原則として根抵当権者が登記権利者、根抵当権の目的たる権利の登記名義人が登記義務者となるが、範囲を縮減することが形式的に明らかな場合は根抵当権の目的たる権利の登記名義人が登記権利者、根抵当権者が登記義務者となる（1971年（昭和46年）10月4日民甲3230号通達第5）。
  - 縮減することが形式的に明らかな場合とは、例えばA・B→AやA→Aの一部のような変更であり、それ以外の、例えばA→A・BやA→Cのように明らかに縮減されるとは言えない場合は、原則に従う。
- 債務者については、原則及び例外は債権の範囲の場合と同様である（登記研究405-91頁参照）。
- 確定期日については、原則として根抵当権者が登記権利者、根抵当権の目的たる権利の登記名義人が登記義務者となるが、期日を早める場合は根抵当権の目的たる権利の登記名義人が登記権利者、根抵当権者が登記義務者となる。

なお、法人が申請人となる場合、以下の事項も記載しなければならない。
- 原則として申請人たる法人の代表者の氏名（令3条2号）
- 支配人が申請をするときは支配人の氏名（一発即答14頁）
- 持分会社が申請人となる場合で当該会社の代表者が法人であるときは、当該法人の商号又は名称及びその職務を行うべき者の氏名（2006年（平成18年）3月29日民二755号通達4）。

変更後の事項（令別表25項申請情報）については、記載の例はそれぞれの項目で説明済みである。
添付情報（規則34条1項6号、一部）は、登記原因証明情報（法61条・令7条1項5号ロ）、登記義務者の登記識別情報（法22条本文）又は登記済証及び、不動産の所有権登記名義人（設定者が該当しうる）が登記義務者となる場合は登記義務者の印鑑証明書（令16条2項・規則48条1項5号及び規則47条3号イ(1)、令18条2項・規則49条2項4号及び48条1項5号並びに47条3号イ(1)）である。法人が申請人となる場合は更に代表者資格証明情報（令7条1項1号）も原則として添付しなければならない。免税に関する証明書については登録免許税の箇所で述べる。
一方、書面申請の場合であっても、所有権以外の登記名義人が登記義務者となる場合は印鑑証明書の添付は原則として不要である（令16条2項・規則48条1項5号、令18条2項・規則49条2項4号及び48条1項5号）が、登記義務者が登記識別情報を提供できない場合には添付しなければならない（規則47条3号ハ参照）。
極度額の変更の登記の場合、利害関係人が存在するときはその承諾が必要であり（民法398条の5）、承諾証明情報が添付情報となる（令7条5号ハ）。この承諾証明情報が書面（承諾書）である場合には、原則として作成者が記名押印し、当該押印に係る印鑑証明書を承諾書の一部として添付しなければならない（令19条）。この印鑑証明書は当該承諾書の一部であるので、添付情報欄に「印鑑証明書」と格別に記載する必要はなく、作成後3か月以内のものでなければならないという制限はない。
登録免許税（規則189条1項前段）は、原則として不動産1個につき1,000円を納付する（登録免許税法別表第1-1(14)）。
極度額を増額する変更登記の場合には、増加した極度額の1,000分の4である（登録免許税法12条1項・同別表第1-1(5)）。ただし、共同担保にある数個の根抵当権について当該変更登記を行う場合、登録免許税法13条2項の減税規定が準用される（1968年（昭和43年）10月14日民甲3152号通達1）。よって、変更登記が最初の申請以外の場合で、前の申請と今回の申請に係る登記所の管轄が異なる場合、登記証明書（登録免許税法施行規則11条、具体的には登記事項証明書である）を添付すれば（管轄が同じなら添付しなくても）、当該変更登記に係る抵当権の件数1件につき1,500円となる（登録免許税法13条2項）。この場合、登記申請情報に減税の根拠となる条文を「登録免許税　金1,500円（登録免許税法第13条第2項）」のように記載しなければならない（規則189条3項）。
債務者の表示変更の場合において、住居表示実施（住居表示に関する法律3条1項及び2項又は4条）の場合や、町名・地番が変更となった場合、市町村合併等により行政区画が変更になった場合、登録免許税は課されない（登録免許税法5条4号・5号）。ただし、当該場合に該当することを証する情報を添付しなければならない（登録免許税法5条本文、登録免許税法施行規則1条）。これは自然人についての取り扱いであり、法人が当該事由により住所変更に基づく債務者の変更登記を申請する場合、住居表示実施により本店又は主たる事務所を変更する旨の登記事項証明書を添付すれば、登録免許税法施行規則1条の証明書の添付は不要である（1963年（昭和38年）9月13日民甲2608号通達参照）。なお、登録免許税の免除を受けるためには、登録免許税額に代えて免除の根拠となる法令条項を申請情報の内容としなければならない（規則189条2項）。 
なお、根抵当権の債務者と根抵当権の目的たる権利の登記名義人が同一である場合で、当該権利の登記名義人について住居表示実施等による住所変更登記がされている場合であっても、住居表示実施等による根抵当権の債務者の住所変更に基づく登記申請につき、上記の非課税に関する証明書の添付は省略できない（登記研究421-108頁参照）。

## 元本確定後の登記事項の変更

### 概要
元本確定後においては、変更契約により、極度額（民法398条の5）を変更することができる。また、極度額の減額変更請求に基づく極度額の変更をすることができる（民法398条の21第1項）。
更に、債務引受による債務者の変更や債権者又は債務者の交替による更改をすることもでき（民法398条の7第2項・第3項）、根抵当権の効力の及ぶ範囲の変更もすることができる（登記研究333-70頁参照）。これらの登記については抵当権変更登記を参照。ただし、根抵当権の効力の及ぶ範囲を拡大変更する場合、登記原因及びその日付は「平成何年何月何日設定」のように記載する。
なお、債務者に相続・合併があった場合や債務者の表示変更に基づく登記については元本確定前と手続きはほぼ同じであるが、合意の登記はすることができない（民法398の8第2項）。
一方、変更契約により、債権の範囲（民法398条の4第1項前段）・債務者（民法398条の4第1項後段）・確定期日（民法398条の6第1項）を変更することはできない。

### 極度額の変更
契約による変更については原則として元本確定前と手続きは同じである。ただし、債務者が複数存する根抵当権の元本確定後に、一部の者が自己の債務を全額弁済した場合、残りの者を債務者とする変更登記をすることができる。この場合、登記原因及びその日付は「原因　平成何年何月何日Aの債務弁済」のように記載する（登記研究682-161頁）。
以下、極度額減額請求について説明する。

#### 概要
元本確定後、根抵当権設定者は極度額を、現に存する債権の額と以後2年間の利息その他の定期金及び損害金の合計額に減額するよう請求することができる（民法第398の21第1項）。この請求権は形成権であるとされている（不動産登記実務総覧上巻-604頁）。
共同根抵当権の場合、請求は1個の不動産にすれば足りる（民法398条の21第2項）。ただし、1個の不動産につき請求したからといって、登記がすべての不動産につきされるわけではない。

#### 登記申請情報（一部）
登記の目的（令3条5号）は、「登記の目的　1番根抵当権変更」のように記載する。
登記原因及びその日付（令3条6号） は、請求が根抵当権者に到達した日を原因として、「原因　平成何年何月何日減額請求」のように記載する。
変更後の事項（令別表25項申請情報）は、「変更後の事項　極度額　金何円」のように記載する。
登記申請人（令3条1号）は、根抵当権の目的たる権利の現在の登記名義人を登記権利者とし、根抵当権者を登記義務者として記載する。なお、法人が申請人となる場合の代表者の氏名等の記載に関する論点は元本確定前の登記事項の変更の場合と同じである。
添付情報（規則34条1項6号、一部）は、登記原因証明情報（法61条・令7条1項5号ロ）、登記義務者の登記識別情報（法22条本文）又は登記済証である。法人が申請人となる場合は更に代表者資格証明情報（令7条1項1号）も原則として添付しなければならない。
一方、書面申請の場合であっても、登記義務者の印鑑証明書の添付は原則として不要である（令16条2項・規則48条1項5号、令18条2項・規則49条2項4号及び48条1項5号）が、登記義務者が登記識別情報を提供できない場合には添付しなければならない（規則47条3号ハ参照）。
なお、利害関係人が存在するときはその承諾が必要であり、承諾証明情報が添付情報となる。この承諾証明情報が書面（承諾書）である場合には、原則として作成者が記名押印し、当該押印に係る印鑑証明書を承諾書の一部として添付しなければならない（令19条）。この印鑑証明書は当該承諾書の一部であるので、添付情報欄に「印鑑証明書」と格別に記載する必要はなく、作成後3か月以内のものでなければならないという制限はない。
承諾の根拠については法66条であるとする説と、民法398条の5であるという説（書式解説-735頁）がある。承諾証明情報の添付の根拠は、前者の説によれば「別表25項添付情報ロ」となり、後者の説によれば「令7条5号ハ」となる。
登録免許税（規則189条1項前段）は、不動産1個につき1,000円を納付する（登録免許税法別表第1-1(14)）。

## 元本確定の登記

### 概要
元本確定事由については根抵当権#根抵当権の確定を参照。元本確定後にしかなしえない登記の申請は、元本確定の登記後でなければすることができないが、以下の例外がある（1971年（昭和46年）12月27日民三960号依命通知第7）。これらはいずれも登記記録上確定が明らかな場合である。
- 登記記録上の確定期日が到来しているとき
- 根抵当権者又は債務者について相続の登記はされたが合意の登記がされないまま6か月を経過したとき
- 根抵当権者が抵当不動産につき競売又は担保不動産収益執行の申立てをし、それらの手続の開始があったとき
- 根抵当権者が抵当不動産に対して滞納処分による差押えをしたとき

共同・共有と確定（元本確定請求を除く）については以下のとおりである。
- 共同根抵当権につき、1個の不動産に元本確定事由が生じた場合、すべての不動産について元本が確定する（民法398条の17第2項）。
- 準共有根抵当権につき、準共有者の1人に元本確定事由が生じた場合、原則として元本は確定しないが、根抵当権の一部譲渡を受けた者が抵当不動産について競売を申し立てた場合、民法398条の20第1項1号により元本は確定する（1997年（平成9年）7月31日民三1301号回答）。
- 共有不動産の全体について設定された根抵当権につき、その設定者の1人に元本確定事由が生じた場合、元本は確定する（登記研究649-197頁）。
- 共用根抵当権につき、その債務者の1人に元本確定事由が生じた場合、元本は確定しない（登記研究515-254頁・根抵当権の実務-228頁）

元本確定請求（民法398条の19）と確定については以下のとおりである。
- 共有不動産の全体につき設定された根抵当権については、その設定者の全員に対して元本確定請求をしない限り、元本は確定しない（登記研究698-257頁）
- 共有不動産の全体につき設定された根抵当権については、その設定者の全員から元本確定請求をしない限り、元本は確定しない（登記研究443-94頁）
- 所有者を異にする複数の不動産につき設定された共同根抵当権については、その設定者の全員に対して元本確定請求をしない限り、元本は確定しない（登記研究698-257頁）
- 準共有根抵当権については、準共有者の全員に対して元本確定請求をしない限り、元本は確定しない（根抵当権の法律と登記-465頁）
- 所有者を異にする複数の不動産につき設定された共同根抵当権については、その設定者の1人から元本確定請求をした場合、元本は確定する（根抵当権の法律と登記-465頁）

根抵当権設定者が死亡している場合において、法93条前段の規定により、民法398条の19第2項に基づく元本確定請求をした場合における元本確定の登記を申請する場合、前提として相続に基づく所有権移転登記をするべきである（登記研究677-213頁）。

### 登記申請情報（一部）
登記の目的（令3条5号）は、「登記の目的　1番根抵当権元本確定」のように記載する（記録例490）。
登記原因及びその日付（令3条6号） は、元本が確定した日を原因として、「原因　平成何年何月何日確定」のように記載する（記録例490）。
登記申請人（令3条1号）は、原則として根抵当権の目的たる権利の現在の登記名義人を登記権利者とし、根抵当権者を登記義務者として記載する。なお、法人が申請人となる場合の代表者の氏名等の記載に関する論点は元本確定前の登記事項の変更の場合と同じである。
ただし、以下の事由により元本が確定した場合には、根抵当権者が単独で申請することができる（法93条本文）。法人の代表者の氏名等に関する論点は原則の場合と同じである。
1. 根抵当権者が元本確定請求をした場合
2. 根抵当権者が抵当不動産に対する競売手続き開始の決定又は滞納処分による差押えがあったことを知ったときから2週間経過した場合
3. 債務者又は根抵当権設定者が破産手続き開始の決定を受けた場合

2と3の場合、当該根抵当権又はこれを目的とする権利の取得の登記の申請と併せて申請しなければならない（法93条ただし書）。
添付情報（規則34条1項6号、一部）は、共同申請の場合、登記原因証明情報（法61条・令7条1項5号ロ）、登記義務者の登記識別情報（法22条本文）又は登記済証である。法人が申請人となる場合は更に代表者資格証明情報（令7条1項1号）も原則として添付しなければならない。
一方、書面申請の場合であっても、登記義務者の印鑑証明書の添付は原則として不要である（令16条2項・規則48条1項5号、令18条2項・規則49条2項4号及び48条1項5号）が、登記義務者が登記識別情報を提供できない場合には添付しなければならない（規則47条3号ハ参照）。
単独申請の場合、登記原因証明情報を添付する（法61条・令7条1項5号ロ）。登記識別情報の添付は不要である（法22条本文・令8条1項参照）が、既述2と3の場合（法93条ただし書）には添付しなければならないとする説もある（根抵当権の法律と登記-440・443頁）。代表者資格証明情報については共同申請の場合と同じである。なお、登記原因証明情報は不動産登記令により、以下のとおり定められている。
- 元本確定請求の場合、請求をしたことを証する情報（令別表61項添付情報）
- 根抵当権者が抵当不動産に対する競売手続き開始の決定又は滞納処分による差押えがあったことを知ったときから2週間経過した場合、民事執行法49条2項（188条で準用する場合を含む）の規定による催告又は国税徴収法55条（同条の例による場合を含む）の規定による通知を受けたことを証する情報（令別表62項添付情報）
- 債務者又は根抵当権設定者が破産手続き開始の決定を受けた場合、当該破産手続き開始の決定があったことを証する情報（令別表63項添付情報）

登録免許税（規則189条1項前段）は、不動産1個につき1,000円を納付する（登録免許税法別表第1-1(14)）。

## 登記の実行
本稿における変更登記は必ず付記登記で実行される（規則3条2号）。債権の範囲・債務者・確定期日の変更の場合は利害関係人が存在するときでもその承諾は不要である（民法398条の4第2項・民法398条の6第2項）し、極度額減額請求を除く極度額の変更の場合で利害関係人が存在するときは必ずその承諾を得なければならず（民法398条の5）、極度額減額請求の場合、利害関係人は承諾義務がある（根抵当権の法律と登記-112頁）からである。
なお、登記官は、変更の登記をするときは、変更前の事項を抹消する記号を記録しなければならない（規則150条）。ただし、債務者の相続による変更登記の場合、前債務者（被相続人）については抹消する記号を記録するべきでない（記録例485参照）。